# Terulia curvistylus
Terulia curvistylus är en insektsart som beskrevs av Rauno E. Linnavuori 1956. Terulia curvistylus ingår i släktet Terulia och familjen dvärgstritar. Inga underarter finns listade i Catalogue of Life.